# Медисон Хајтс (Вирџинија)
Медисон Хајтс (енгл. Madison Heights) насељено је место без административног статуса у америчкој савезној држави Вирџинија.

## Демографија
По попису из 2010. године број становника је 11.285, што је 299 (-2,6%) становника мање него 2000. године.
| Група             | 2000.         | 2010.         |
| Белци             | 8.981 (77,5%) | 8.225 (72,9%) |
| Афроамериканци    | 2.267 (19,6%) | 2.453 (21,7%) |
| Азијати           | 52 (0,4%)     | 79 (0,7%)     |
| Хиспаноамериканци | 103 (0,9%)    | 176 (1,6%)    |
| Укупно            | 11.584        | 11.285        |